# Marian Florczyk

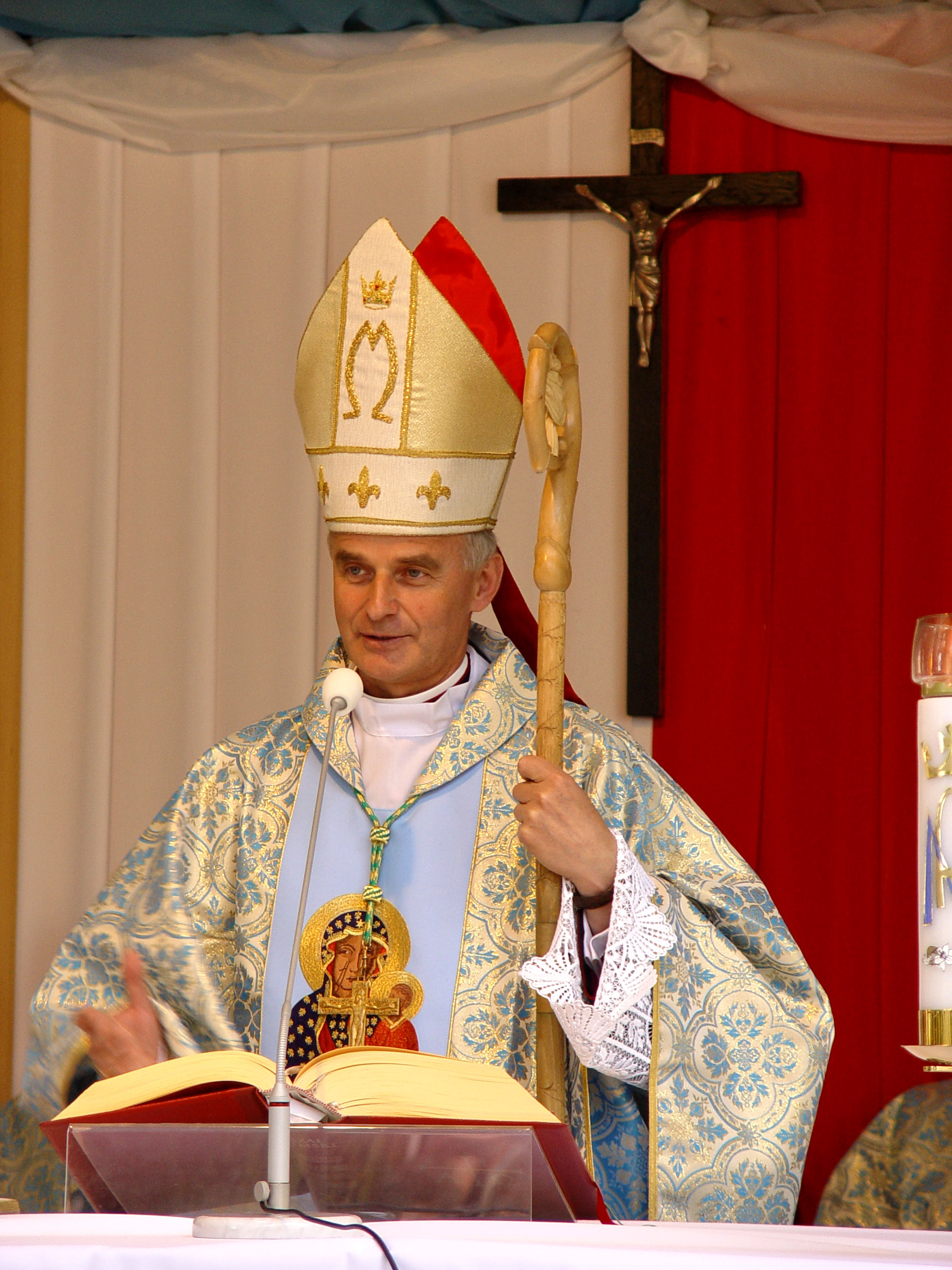
Weihbischof Marian Florczyk (2008)

Bischofswappen von Marian Florczyk

Marian Florczyk (* 25. Oktober 1954 in Kielce) ist ein polnischer römisch-katholischer Geistlicher und Weihbischof in Kielce.

## Leben
Marian Florczyk besuchte die Mechaniker-Fachschule in Kielce und erlangte dort 1975 das Abitur. Von 1975 bis 1981 studierte er Philosophie und Katholische Theologie am Priesterseminar in Kielce. Während seiner Studienzeit war er an der Gründung des Unabhängigen Studentenverbands (NZS) in Kielce beteiligt, den er in der Folge zeitweise leitete. Er wurde am 29. März 1980 durch den Bischof von Kielce, Jan Jaroszewicz, zum Diakon geweiht und empfing am 6. Juni 1981 in der Kathedrale von Kielce durch den Bischof von Kielce, Stanisław Szymecki, das Sakrament der Priesterweihe für das Bistum Kielce.
Nach der Priesterweihe war Florczyk zunächst als Pfarrvikar der Pfarrei Christkönig in Kielce tätig. Während der Zeit des Kriegsrechts in Polen engagierte er sich in der seelsorglichen Betreuung der Arbeiter und Inhaftierten. 1984 wurde er für weiterführende Studien nach Rom entsandt, wo er 1987 an der Päpstlichen Universität Heiliger Thomas von Aquin ein Lizenziat im Fach Sozialwissenschaften erwarb und 1990 mit der Arbeit La dignità dell’uomo e i diritti della famiglia nell’insegnamento pastorale dell’episcopato polacco negli anni 1945–1987 („Die Würde des Menschen und die Rechte der Familie in der pastoralen Lehre des polnischen Episkopats in den Jahren 1945–1987“) in dieser Disziplin promoviert wurde. Ab 1991 lehrte Florczyk Sozialwissenschaften am Priesterseminar in Kielce, dessen Regens er am 2. August 1994 wurde. Von 1991 bis 1994 wirkte er zusätzlich als Seelsorger der Arbeiter- und Solidaritätsbewegung in Kielce. Darüber hinaus gehörte er ab 1991 dem Priesterrat und ab 1994 auch dem Diözesanpastoralrat des Bistums Kielce an. Außerdem war er ab 1992 Herausgeber der Kielcer Ausgabe der Zeitschrift Gość Niedzielny.
Am 21. Februar 1998 ernannte ihn Papst Johannes Paul II. zum Titularbischof von Limata und bestellte ihn zum Weihbischof in Kielce. Der Erzbischof von Krakau, Franciszek Kardinal Macharski, spendete ihm am 18. April desselben Jahres in der Kirche St. Joseph der Arbeiter in Kielce die Bischofsweihe; Mitkonsekratoren waren der Bischof von Kielce, Kazimierz Ryczan, und der Weihbischof in Kielce, Mieczysław Jaworski. Sein Wahlspruch Veritas liberabit vos („Die Wahrheit wird Euch frei machen“) stammt aus Joh 8,31 . Als Weihbischof ist Florczyk zudem Generalvikar des Bistums Kielce. Außerdem organisierte er Jugendtreffen auf den Błonia-Wiesen im Krakauer Stadtteil Półwsie Zwierzynieckie und Treffen für Kinder und Jugendliche mit Behinderungen in Masłów. Überdies lehrt er an der Universität Kielce.
In der Polnischen Bischofskonferenz fungiert Florczyk zudem als Delegierter für die Sportseelsorge und als Vorsitzender des Rates für die sozialen Angelegenheiten. Ferner gehört er dem Ständigen Rat der Bischofskonferenz und dem Rat für die Jugendpastoral sowie der Aufsichtskommission des Nationalen Organisationsbüros des Weltjugendtags an. 2018 nahm Florczyk an der 15. ordentlichen Vollversammlung der Bischofssynode zum Thema Jugend, Glaube und Berufungsentscheidung teil. Papst Franziskus ernannte ihn überdies am 11. November 2019 zum Mitglied des Päpstlichen Rates für die Kultur. Am 18. Februar 2023 berief ihn Papst Franziskus zum Mitglied des Dikasteriums für die Kultur und die Bildung, in dem der vormalige Päpstliche Rat für die Kultur aufgegangen war.
2015 erhielt Florczyk das Ehrenzeichen der Woiwodschaft Heiligkreuz und 2022 die Ehrenbürgerwürde des Powiat Kielecki.

## Schriften
- La dignità dell’uomo e i diritti della famiglia nell’insegnamento pastorale dell’episcopato polacco negli anni 1945–1987. Päpstliche Universität Heiliger Thomas von Aquin, Rom 1990, OCLC 949133970.
- Zaangażowanie świeckich w życie polityczne. In: Zeszyty Wszechnicy Świętokrzyskiej. Band 12, 2000, OCLC 998606952, S. 65–82.
- Idea solidarności międzyludzkiej w nauczaniu Jana Pawła II. In: Kieleckie Studia Teologiczne. Band 1, Nr. 2, 2002, OCLC 999225180, S. 25–39.
- Encyklika „Rerum novarum“ a korporacje rzemieślnicze. In: Kieleckie Studia Teologiczne. Band 2, 2003, OCLC 998993792, S. 11–23.
- Kościół a młodzież na podstawie „Dokumentu końcowego“ XV Synodu Biskupów. In: Studia Salvatoriana Polonica. Band 13, 2019, OCLC 1241620987, S. 15–32.